# Mount King George
Mount King George är ett berg i Kanada.   Det ligger i Kluanes nationalpark i Yukon, i den västra delen av landet, 4 400 km väster om huvudstaden Ottawa. Toppen på Mount King George är 3 715 meter över havet, eller 1 284 meter över den omgivande terrängen. Bredden vid basen är 17,8 km.
Terrängen runt Mount King George är bergig åt nordost, men åt sydväst är den kuperad. Trakten runt Mount King George är nära nog obefolkad, med mindre än två invånare per kvadratkilometer.. Det finns inga samhällen i närheten.
Trakten runt Mount King George är permanent täckt av is och snö.